# Siganus corallinus
Siganus corallinus là một loài cá biển thuộc chi Cá dìa trong họ Cá dìa. Loài cá này được mô tả lần đầu tiên vào năm 1835.

## Từ nguyên
Tính từ định danh corallinus trong tiếng Latinh có nghĩa là "liên quan đến san hô", hàm ý có lẽ đề cập đến sự xuất hiện của loài này ở các rạn san hô.

## Phạm vi phân bố và môi trường sống
S. corallinus có phạm vi phân bố rộng khắp Ấn Độ Dương - Thái Bình Dương. Ở Ấn Độ Dương, S. corallinus chỉ xuất hiện ở các đảo quốc là Seychelles và Maldives, cũng như vùng biển ngoài khơi Tây Úc; từ biển Andaman, loài cá này xuất hiện trên khắp vùng biển các nước Đông Nam Á, Papua New Guinea, quần đảo Solomon và Vanuatu, trải dài về phía bắc đến Nam Trung Quốc, đảo Đài Loan, quần đảo Ryukyu và quần đảo Ogasawara (Nhật Bản), Palau và đảo Guam; phía nam đến rạn san hô Great Barrier và Nouvelle-Calédonie.
S. corallinus sống gần các rạn san hô trong các đầm phá ở độ sâu khoảng 30 m trở lại. Cá con thường sống trong các thảm cỏ biển và các rạn đá ngầm, thường được tìm thấy giữa các loài san hô Acropora.

## Mô tả
Chiều dài cơ thể tối đa được ghi nhận ở S. corallinus là 35 cm, nhưng chiều dài phổ biến thường bắt gặp là khoảng 20 cm. Cơ thể hình bầu dục thuôn dài. Đầu, thân và các vây màu vàng cam. Cơ thể chi chít những đốm tròn màu xanh lam sáng, có thể lan rộng trên gốc vây đuôi, vây lưng và vây hậu môn. Cá con có các sọc xanh cùng màu ở hai bên thân, tách thành các đốm khi kích thước tăng dần. Bao quanh mắt có một đốm đen mờ; mống mắt màu nâu cam.
S. corallinus có thể có một số thay đổi về kiểu màu tùy theo vùng địa lý, đặc biệt là sự phân bố của các đốm trên cơ thể (dày đặc hoặc thưa thớt), nên Kuiter and Debilius đã tách S. corallinus thành 3 loài riêng biệt, với danh pháp là S. corallinus (chỉ quần thể Ấn Độ Dương), S. tetrazonus (Tây Thái Bình Dương) và S. studeri (khu vực biển San Hô). Allen và Erdmann lại không công nhận điều này vì không có bằng chứng về dữ liệu di truyền.

## Đánh bắt
S. corallinus được xem là một loài cá thực phẩm, và cũng có thể được nuôi làm cá cảnh.